# Nuga geunyeo-wa jass-eulkka?
Nuga geunyeo-wa jass-eulkka? (누가 그녀와 잤을까??), noto anche con i titoli internazionali Hot for Teacher e Who Slept with Her?, è un film del 2006 co-scritto e diretto da Kim Yoo-sung.

## Trama
L'arrivo di una nuova e sensuale professoressa all'interno di un tranquillo istituto mette in subbuglio tutti gli studenti: girano infatti delle particolari voci, secondo cui la donna starebbe portando avanti una relazione proprio con un ragazzo.

## Distribuzione
In Corea del Sud la pellicola ha goduto di una distribuzione a livello nazionale a cura della CJ Entertainment, a partire dal 16 novembre 2006.